# Hyde Park Corner (London Underground)

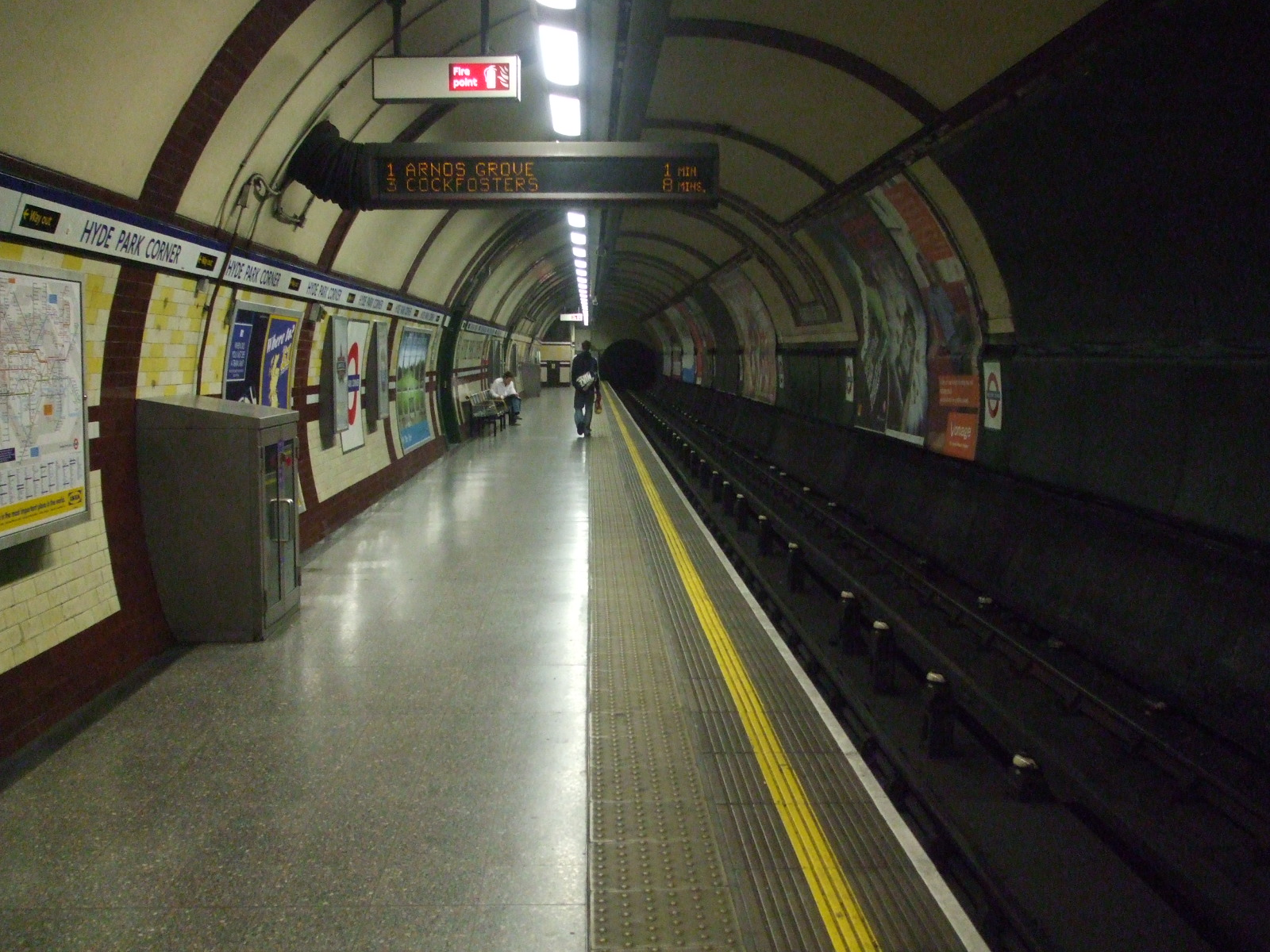
Bahnsteig Richtung Osten

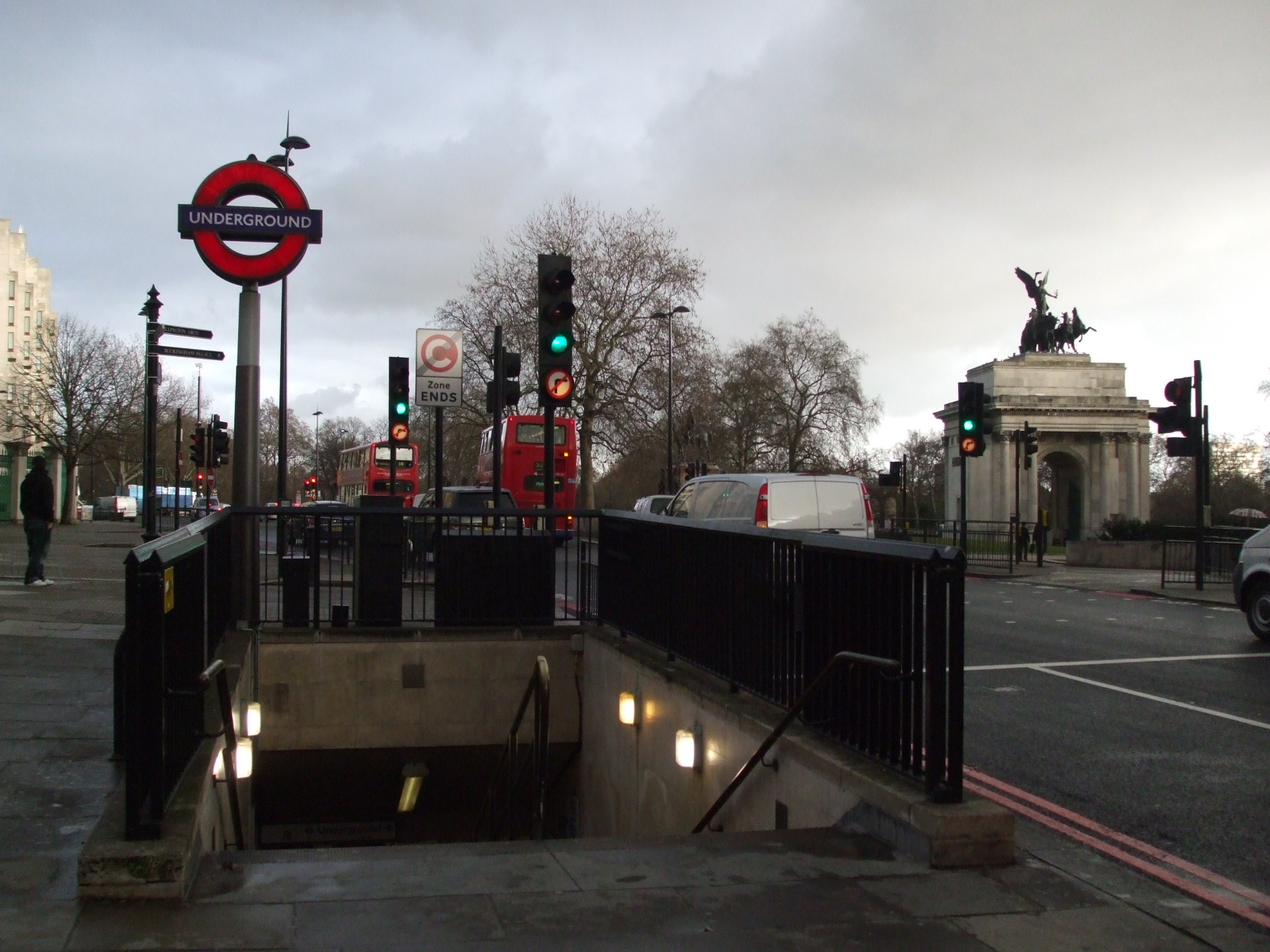
Eine Treppe zum Unterführungssystem zum Eingang

Hyde Park Corner ist eine Tunnelstation der London Underground im Stadtbezirk City of Westminster. Sie liegt in der Travelcard-Tarifzone 1, an der südöstlichen Ecke des Hyde Parks unter einer vielbefahrenen Kreuzung von fünf Hauptstraßen. Im Jahr 2013 nutzten 5,8 Millionen Fahrgäste diese von der Piccadilly Line bediente Station. Sie ist eine der wenigen im Zentrum Londons, die kein eigentliches Stationsgebäude (mehr) besitzt, sondern gänzlich unterirdisch ist. Der Eingang zu den beiden Bahnsteigen ist über ein System von Fußgängerunterführungen erreichbar.
Als der erste Streckenabschnitt der Great Northern, Piccadilly and Brompton Railway (Vorgängergesellschaft der Piccadilly Line) am 15. Dezember 1906 eröffnet wurde, errichtete man auf der Südseite des Platzes nach Plänen von Leslie Green ein Stationsgebäude aus blutroten Terrakotta-Ziegeln. Zu Beginn der 1930er Jahre wurde das Gebäude geschlossen, als man den Eingang in die Mitte des Platzes verlegte und die Aufzüge durch Rolltreppen ersetzte. Das ehemalige Stationsgebäude dient heute als Geschäftshaus, der ehemalige Aufzugschacht als Belüftungsanlage.
Hyde Park Corner war nach den Terroranschlägen vom 7. Juli 2005 während mehrerer Wochen Endstation der Züge aus westlicher Richtung, da der zentrale Abschnitt bis Arnos Grove erst am 4. August wiedereröffnet wurde.